# مارتین تفر
مارتین تفر (انگلیسی: Martin Teffer؛ زادهٔ ۷ june ۱۹۶۵ (۵۹ سال)) ورزشکار والیبال اهل پادشاهی هلند است.
وی در مسابقات کشوری و بین‌المللی در مجموع برندهٔ ۱ مدال نقره شده‌است.